# Thiệu (nước)
Thiệu (chữ Hán: 召), còn ghi là Thiệu (邵), là một công quốc được phong trong phạm vi lãnh thổ nhà Chu. Công quốc này trong thời Tây Chu và Xuân Thu, là nước chư hầu hàng đầu của nhà Chu.

## Lịch sử
Thiệu công Cơ Thích là quý tộc nhà Chu và là một trong tam công của nhà Chu. Chu Vũ vương phong cho những người đồng tộc tới các vùng đất phía đông để lập các vùng lãnh thổ chư hầu, Thiệu công Thích được phong ở đất Yên, nhưng không tới nơi này mà giao cho con trai trưởng là Cơ Khắc tới cai quản, tự bản thân ông lưu lại tại Hạo Kinh cùng Chu công Cơ Đán , Tất công Cơ Cao một lòng phò tá thiên tử.
Con cháu dòng thứ của ông sau này nhiều đời kế nghiệp làm tam công. Do thực ấp của ông tại đất Thiệu, nên các vị quân chủ của công quốc này được gọi chung là Thiệu công.
Năm 841 TCN thời Chu Lệ vương, nhà vua tàn bạo bị nhân dân oán ghét nổi dậy đánh đuổi đến đất Di. Thiệu Mục công Cơ Hổ đã cứu thoát thái tử Cơ Tĩnh, cho con trai mình ra thế mạng thay khi quân khởi nghĩa truy đuổi Cơ Tĩnh. Sau đó ông cùng Chu Định công giữ quyền nhiếp chính, cai quản công việc triều đình trong 14 năm. Đó chính là thời kỳ Chu Thiệu cộng hòa. Năm 828, Chu Lệ Vương chết tại đất Di, Thiệu Mục công đã lập thái tử Tĩnh lên kế nghiệp nhà Chu, tức là vua Chu Tuyên vương.
Sang thời Đông Chu, năm 520 TCN, Chu Cảnh vương chết, vương thất nhà Chu phát sinh biến loạn do vương tử Triều cầm đầu, giết Chu Điệu vương Cơ Mãnh để giành ngôi. Cha con Thiệu Trang công và Thiệu Giản công theo vương tử Triều, có tham dự vào sự kiện này. Sau đó các vương thất nhà Chu ủng hộ con Điệu vương là Cơ Cái làm vua, tức là Chu Kính vương. Cả vương tử Triều lẫn cha con Thiệu công đều không bị trừng phạt.
Năm 516 TCN, vương tử Triều làm loạn lần thứ 2 khiến Chu Kính vương phải chạy sang nước Tấn nhờ Tấn Khoảnh công phục ngôi. Thiệu Giản công thấy quân Tấn phò Kính vương, lại quay sang đuổi vương tử Triều đi, nghênh đón Chu Kính vương về nước. Đến năm 513 TCN, Giản công bị Kính vương giết. Nước Thiệu loạn lạc, 11 năm sau bị nước Tấn diệt.

## Thế hệ
| Thụy hiệu                                | Họ tên   | Thời gian cai trị                         | Ghi chú | Nguồn tài liệu                                               |
| ---------------------------------------- | -------- | ----------------------------------------- | --- | ------------------------------------------------------------ |
| Thiệu Khang công                         | Cơ Thích | Vũ Vương năm thứ 1-Khang Vương năm thứ 24 | Họ hàng Chu Vũ Vương, một trong tam công thời Chu | Sử ký-Chu bản kỉ-Yên Triệu thế gia, Kim bản trúc thư kỉ niên |
| Các thế hệ trung gian không thể khảo cứu |          |                                           | |                                                              |
| Thiệu Mục công                           | Cơ Hổ    |                                           | Cùng Chu Định công giám quốc trong thời Chu Triệu cộng hòa | Sử ký-Chu bản kỉ                                             |
| Các thế hệ trung gian không thể khảo cứu |          |                                           | |                                                              |
| Thiệu bá Liêu                            | Cơ Liêu  |                                           | | Tả truyện-Trang công năm thứ 27                              |
| Các thế hệ trung gian không thể khảo cứu |          |                                           | |                                                              |
| Thiệu Vũ công                            |          |                                           | | Tả truyện-Hi công năm thứ 11                                 |
| Thiệu Chiêu công                         |          |                                           | | Tả truyện-Văn công năm thứ 5                                 |
| Thiệu Hoàn công                          |          |                                           | |                                                              |
| Thiệu Đái công                           |          | ?-594 TCN                                 | | Tả truyện-Tuyên công năm thứ 15                              |
| Thiệu Tương công                         |          | 593 TCN-?                                 | | Tả truyện-Tuyên công năm thứ 15                              |
| Các thế hệ trung gian không thể khảo cứu |          |                                           | |                                                              |
| Thiệu Trang công                         | Cơ Hoán  |                                           | Chu Cảnh Vương chết, vương thất nhà Chu phát sinh loạn do vương tử Triều cầm đầu, có tham dự. |                                                              |
| Thiệu Giản công                          | Cơ Doanh | ?-513 TCN                                 | Con Trang công. Chu Cảnh vương chết, vương thất nhà Chu phát sinh loạn do vương tử Triều cầm đầu, có tham dự. Năm 516 TCN, đuổi vương tử Triều đi, nghênh đón Chu Kính Vương về nước. Sau bị Chu Kính Vương giết | Tả truyện-Chiêu công năm thứ 24 và 29                        |